# Erioptera (Teleneura) fusca
Erioptera (Teleneura) fusca is een tweevleugelige uit de familie steltmuggen (Limoniidae). De soort komt voor in het Oriëntaals gebied.